# Bernardo Quintero
José Bernardo Quintero Ramírez (Vélez-Málaga, 1973) es un ingeniero informático, experto en ciberseguridad, fundador de VirusTotal, empresa adquirida por Google en 2012 y, actualmente, ostenta el cargo de Google Security Engineering Director.

## Biografía
Quintero es reconocido por ser el fundador de VirusTotal, una de las plataformas más importantes para el análisis y detección de malware. Su trabajo ha sido clave en la lucha contra el software malicioso y en el desarrollo de herramientas avanzadas para la ciberseguridad. Durante 5 años consecutivos (2007-12) fue elegido como profesional más valioso a nivel mundial por Microsoft. En 2012, VirusTotal fue adquirida por Google, lo que consolidó a Quintero como una figura de referencia en el sector.
Comenzó su trayectoria en el ámbito de la ciberseguridad en la década de 1990, escribiendo sobre seguridad informática en foros y publicaciones especializadas. En 1998, fundó Hispasec, (constituida como empresa en el 2000) una empresa pionera en el sector de la ciberseguridad en España, desde donde impulsó el boletín de noticias Una-al-día, una referencia en el ámbito de la seguridad informática.
Dentro de su trabajo en Hispasec, Quintero fundó VirusTotal, una plataforma que permite analizar archivos y direcciones URL en busca de malware utilizando múltiples motores antivirus. Su enfoque colaborativo y gratuito convirtió a VirusTotal en una herramienta esencial para investigadores, empresas y organismos gubernamentales.Además fue una de las piezas claves en el ciberataque RSA a la seguridad de EEUU.
El éxito de VirusTotal llamó la atención de grandes compañías tecnológicas y, en 2012, fue adquirida por Google, tras varias ofertas que no fructificaron por el interés de Quintero en que fuera Google el comprador, lo que permitió ampliar sus capacidades y reforzar su posición como un servicio esencial en la ciberseguridad. Tras la compra, Bernardo Quintero y su equipo continuaron operando VirusTotal desde Málaga, manteniendo la ciudad como un punto clave para la ciberseguridad dentro de Google.
En 2018, Google lanzó una división enfocada en la ciberseguridad dentro de su empresa matriz, Alphabet, y en la que VirusTotal jugó un papel fundamental y, en 2024, desarrolló Google Threat Intelligence, la plataforma de ciberseguridad.

## Publicaciones, legado y reconocimientos
En 2024, Quintero publicó el libro Infectado, donde relata su trayectoria en el mundo de la ciberseguridad y el desarrollo de VirusTotal. En 2022 fue nombrado vicepresidente del comité ejecutivo del Instituto Ricardo Valle. En 2024 se anunció su investidura como Doctor honoris causa por la Universidad de Málaga.
Además de su labor en VirusTotal, Quintero es un firme defensor del desarrollo tecnológico en Málaga. Su trabajo fue clave para que Google abriera en la ciudad el tercer Centro de Excelencia en Ciberseguridad (conocido por sus siglas GSEC, por ser el acrónimo de Google Safety Engineering Center) de su red, consolidando a Málaga como un hub tecnológico.
En 2021 se le distinguió como "Bandera de Andalucía" por la Junta de Andalucía, Premio Empresa 2021 por La Opinión de Málaga, al «Más emprendedor» por COPE, Colegiado de honor por el Colegio de Economistas y, en 2024, se le nombró «Personalidad malagueña» por AEHCOS,  Personaje Destacado del Año del Colegio Oficial de Ingenieros en Telecomunicación. En 2025, su pueblo natal le concedió el título de Hijo Predilecto.